# Domenica (nome)
Domenica  è un nome proprio di persona italiano femminile.

## Varianti
- Maschili: Domenico[1]
- Femminili
  - Alterati: Domenichina
  - Ipocoristici: Nica, Mimma, Mena, Mimì
  - Composti: Maria Domenica, Mariadomenica

### Varianti in altre lingue
- Ceco: Dominika[1]
- Francese: Dominique[1]
- Inglese: Dominica[1]
- Macedone: Домника (Domnika)[1]
- Polacco: Dominika[1]
- Russo: Доминика (Dominika)[1]
- Slovacco: Dominika[1]
- Sloveno: Dominika[1]
- Spagnolo: Dominga[1]
- Tardo latino: Dominica[1]

## Origine e diffusione
È la forma femminile del nome Domenico, che significa "del Signore" (derivato da Dominus, "Signore"). Venne usato sin dal IV secolo con il significato cristiano di "consacrata al Signore", e successivamente usato anche per le bambine nate nel giorno di domenica; è quindi avvicinabile al nome inglese Sunday.
La forma francese Dominique è usata sia al femminile che al maschile.

## Onomastico
L'onomastico si può festeggiare il 6 luglio in memoria di santa Domenica di Tropea vergine, martire a Nicomedia, patrona della città di Tropea. 
Si ricordano inoltre alcune sante e beate con il nome composto "Maria Domenica", alle date seguenti:
- 2 febbraio, santa Maria Domenica Mantovani, cofondatrice dell'Istituto delle Piccole Suore della Sacra Famiglia
- 14 maggio, santa Maria Domenica Mazzarello, religiosa, fondatrice della congregazione Figlie di Maria Ausiliatrice
- 22 maggio, beata Maria Domenica Brun Barbantini, fondatrice della congregazione delle Suore Ministre degli Infermi di San Camillo

## Persone

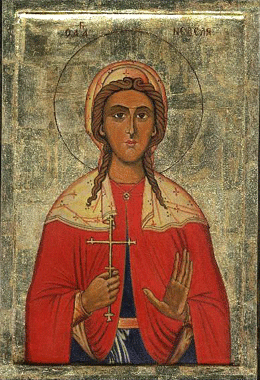
Domenica di Tropea

- Domenica Berté, vero nome di Mia Martini, cantante italiana
- Maria Domenica Brun Barbantini, religiosa italiana
- Domenica Costa, vero nome di Nikka Costa, cantante statunitense
- Domenica del Paradiso, religiosa italiana
- Domenica di Tropea, santa anatolica
- Maria Domenica Fumasoni Biondi, scienziata italiana
- Domenica Ercolani, supercentenaria italiana
- Domenica Luciani, scrittrice italiana
- Maria Domenica Mantovani, religiosa italiana
- Maria Domenica Mazzarello, religiosa e santa italiana
- Maria Domenica Michelotti, politica sammarinese
- Domenica Tassinari, vero nome di Pia Tassinari, soprano e mezzosoprano italiano

### Variante Dominique

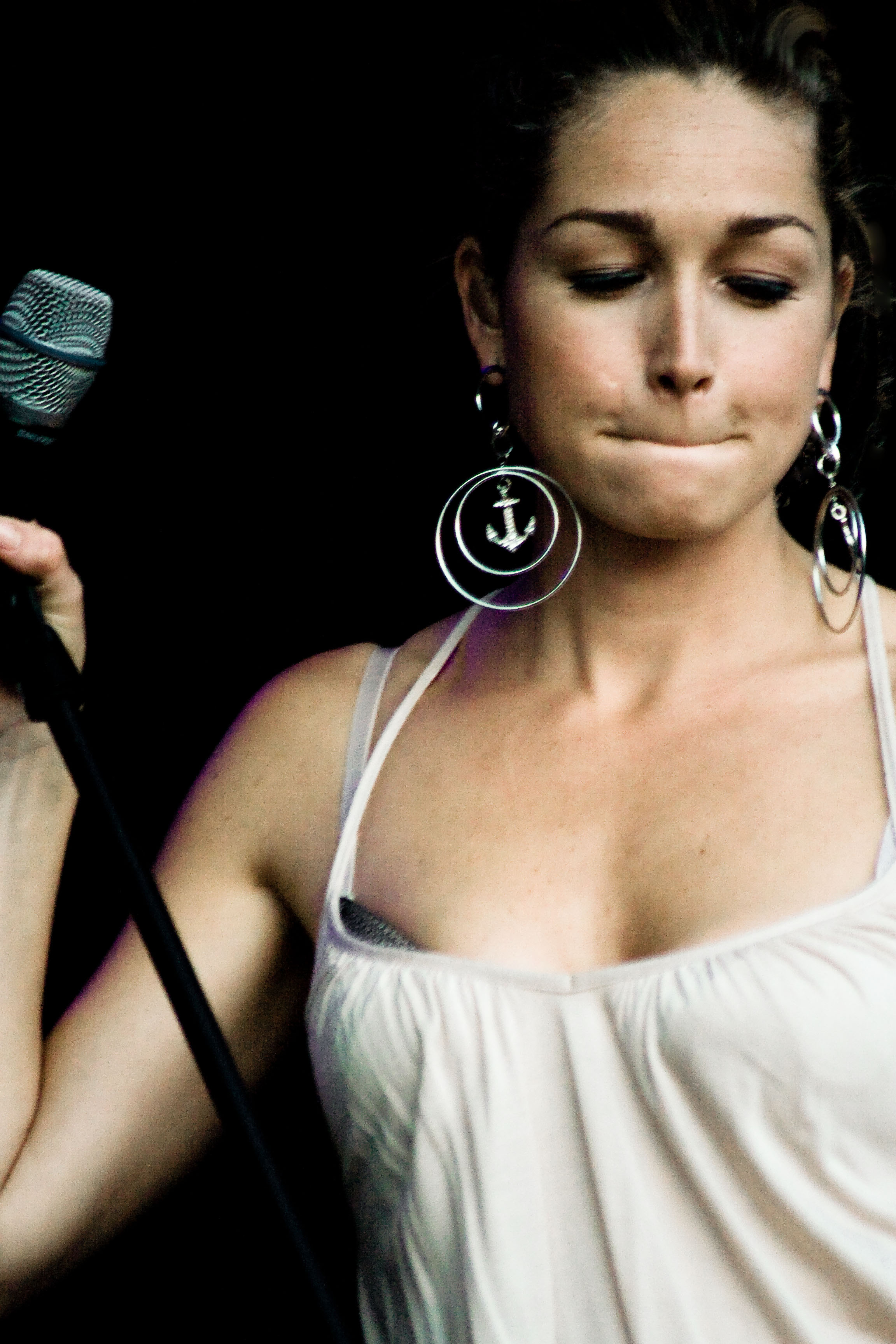
Dominique van Hulst

- Dominique Aury, scrittrice francese
- Dominique Blanc, attrice francese
- Dominique Boschero, attrice francese
- Dominique Monami, tennista belga
- Dominique Sanda, attrice francese
- Dominique van Hulst, cantante olandese
- Dominique Voynet, politica francese

### Altre varianti
- Dominga, cantante italiana
- Dominika Butkiewicz, schermitrice polacca
- Dominika Cibulková, tennista slovacca

## Il nome nelle arti
- Meneghina è un personaggio della commedia La casa nova di Carlo Goldoni.
- Domenica è un film del 2001 diretto da Wilma Labate, la cui protagonista si chiama appunto Domenica.
- Sora Menica (di chiara derivazione dal nome Domenica) è il titolo di una canzone popolare romanesca cantata e incisa da Gabriella Ferri e anche da Lando Fiorini.